# MP3 (álbum de M. Pokora)
MP3 es el tercer álbum de estudio del cantante francés M. Pokora, lanzado el 24 de marzo de 2008 en Francia y en 27 países más. El álbum está disponible en tres ediciones: normal, limitada y colección. La edición limitada contiene dos temas extra y la de colección, pósteres, temas extra y cuatro tarjetas.
Timbaland y Ryan Leslie participaron en este álbum. De acuerdo con una revista francesa, el sello discográfico de Pokora pagó 800 000 dólares para que Timbaland fuera el productor del álbum.
El álbum fue en parte grabado en Los Ángeles y dos temas fueron grabados en Francia.

## Lista de canciones
| #  | Título                                      | Productores / escritores / Compositores                                                                                  | Duración |
| -- | ------------------------------------------- | --- | -------- |
| 1  | "Dangerous" (con. Sebastian y Timbaland)    | - Timbaland - Garland Mosley, Tim Mosley, M. Pokora, J. Beanz - Garland Mosley, Tim Mosley, M. Pokora, J. Beanz, H. Lane | 04:44    |
| 2  | "Catch Me If You Can"                       | - Timbaland - Tim Mosley, M. Pokora, J. Beanz - Tim Mosley, M. Pokora, J. Beanz                                          | 03:32    |
| 3  | "Don't Give My Love Away" (feat. R. Leslie) | - R. Leslie - M. Pokora, R. Leslie - M. Pokora, R. Leslie                                                                | 03:35    |
| 4  | "No Me Without U"                           | - Timbaland - Tim Mosley, M. Pokora, J. Beanz - Tim Mosley, M. Pokora, J. Beanz, H. Lane                                 | 03:35    |
| 5  | "Treason"                                   | - J. R. Rotem - Guy Chambers, J. R. Rotem, E. Kidd Bogart - Guy Chambers, J. R. Rotem, E. Kidd Bogart                    | 03:36    |
| 6  | "Internationalude"                          | - C. Dessart, R. Mir - M. Pokora, C. Dessart, R. Mir - M. Pokora, C. Dessart, R. Mir                                     | 01:48    |
| 7  | "Tokyo Girl"                                | - R. Leslie - M. Pokora, R. Leslie - M. Pokora, R. Leslie                                                                | 03:20    |
| 8  | "They Talk Shit About Me" (feat. Verbz)     | - Pete Martin, M. Kool L. - M. Pokora, Pete Martin, Natalia Cappuccini - M. Pokora, Pete Martin, Natalia Cappuccini      | 03:20    |
| 9  | "Quitte à me jouer" (feat. Kore)            | - Kore - M. Pokora, Black Kent, Akuavi - Kore, M. Pokora, Aurélien Mazin, Bellek                                         | 03:32    |
| 10 | "Forbidden Drive"                           | - Tarz - Aikiu, P. Laugier - M. Pokora, Tarz                                                                             | 03:45    |
| 11 | "Climax"                                    | - C. Dessart, R. Mir - M. Pokora, C. Dessart, R. Mir - M. Pokora, C. Dessart, R. Mir                                     | 05:27    |
| 12 | "Why Do You Cry?"                           | - Timbaland, Jim Beanz - Tim Mosley, M. Pokora, Jim Beanz - Tim Mosley, M. Pokora, Jim Beanz, H. Lane                    | 03:33    |
| 13 | "Like a Criminal"                           | - Timbaland - Tim Mosley, M. Pokora, J. Beanz - Tim Mosley, M. Pokora, J. Beanz, H. Lane                                 | 03:42    |
| 14 | "Sur ma route"                              | - Pete Martin, Jordan Houyez, M. Kool L. - Jack Robinson - M. Pokora, Jordan Houyez                                      | 05:23    |
| 15 | "I Loved U" (con Kore) (Tema extra)         | - Kore - M. Pokora, Black Kent, Akuavi - Kore, M. Pokora, Aurélien Mazin, Bellek                                         | 03:32    |
| 16 | "Through The Eyes" (Tema extra)             | - Pete Martin, Jordan Houyez, M. Kool L. - Jack Robinson - M. Pokora, Jordan Houyez                                      | 05:23    |

## Posicionamiento
| Lista       | Mejor posición |
| ----------- | -------------- |
| BEL Álbumes | 6              |
| FRA Digital | 10             |
| FRA Álbumes | 7              |
| SUI Álbumes | 32             |
| POL Álbumes | 32             |